# Made in Japan (Deep Purple-album)
A Made in Japan a Deep Purple brit hard rock együttes  koncertalbuma. 1972 decemberében jelent meg, a hanganyaga az év augusztusában három koncert éjszakája alatt lett felvéve. A számok főleg a Machine Head stúdióalbumról származnak. A három koncert majdnem teljes felvétele később 3 CDs kiadásban látott napvilágot. Ennek a kiadásnak a lábjegyzete szerint nincsenek alájátszások és egyéb, stúdióban végzett kiegészítések az eredeti albumhoz képest.
2006. január 13-án a Dream Theater progresszív metál együttes eljátszotta a teljes albumot a tokiói Kokusai Forumban, valamint 15-én az oszakai NHK Hallban. Mindkét koncert fel lett véve, az egyik meg fog jelenni az együttes saját kiadója, az YtseJam Records gondozásában.
Az album szerepel az 1001 lemez, amit hallanod kell, mielőtt meghalsz című könyvben.

## Az album dalai
|    | Cím                   | Szerző(k)                              | Felvétel helye és ideje | Hossz |
| -- | --------------------- | -------------------------------------- | ----------------------- | ----- |
| 1. | Highway Star          | Blackmore, Gillan, Glover, Lord, Paice | Oszaka, augusztus 16.   | 6:43  |
| 2. | Child in Time         | Blackmore, Gillan, Glover, Lord, Paice | Oszaka, augusztus 16.   | 12:17 |
| 3. | Smoke on the Water    | Blackmore, Gillan, Glover, Lord, Paice | Oszaka, augusztus 15.   | 7:36  |
| 4. | The Mule (dobszóló)   | Blackmore, Gillan, Glover, Lord, Paice | Tokió, augusztus 17.    | 9:28  |
| 5. | Strange Kind of Woman | Blackmore, Gillan, Glover, Lord, Paice | Oszaka, augusztus 16.   | 9:52  |
| 6. | Lazy                  | Blackmore, Gillan, Glover, Lord, Paice | Tokió, augusztus 17.    | 10:27 |
| 7. | Space Truckin'        | Blackmore, Gillan, Glover, Lord, Paice | Oszaka, augusztus 16.   | 19:54 |

Az 1998-as kiadás bónusz CD-je
|    | Cím         | Szerző(k)                              | Felvétel helye és ideje | Hossz |
| -- | ----------- | -------------------------------------- | ----------------------- | ----- |
| 1. | Black Night | Blackmore, Gillan, Glover, Lord, Paice | Tokió, augusztus 17.    | 6:17  |
| 2. | Speed King  | Blackmore, Gillan, Glover, Lord, Paice | Tokió, augusztus 17.    | 7:25  |
| 3. | Lucille     | Little Richard, Albert Collins         | Oszaka, augusztus 16.   | 8:03  |

## Közreműködők
- Ian Gillan – ének, szájharmonika, konga
- Ritchie Blackmore – gitár
- Jon Lord – Hammond orgona
- Roger Glover – basszusgitár
- Ian Paice – dob